# Zodion aureopygium
Zodion aureopygium är en tvåvingeart som beskrevs av Krober 1915. Zodion aureopygium ingår i släktet Zodion och familjen stekelflugor. Inga underarter finns listade i Catalogue of Life.